# تيدي تومسون
تيدي تومسون (بالإنجليزية: Teddy Thompson)‏ هو عازف قيثارة ومغن مؤلف بريطاني، ولد في 19 فبراير 1976 في لندن في المملكة المتحدة.

## وصلات خارجية
- الموقع الرسمي
- تيدي تومسون على موقع ميوزك برينز (الإنجليزية)
- تيدي تومسون على موقع أول ميوزيك (الإنجليزية)
- تيدي تومسون على موقع ديسكوغز (الإنجليزية)